# Corc de les glans
El corc de les glans o diabló de les castanyes (Curculio elephas) és una espècie de coleòpter polífag de la família dels curculiònids que viu principalment a Europa meridional. Les larves viuen dins dels fruits dels arbres del gènere Quercus (alzina, roure, carrasca, etc.) i dels castanyers.

## Biologia

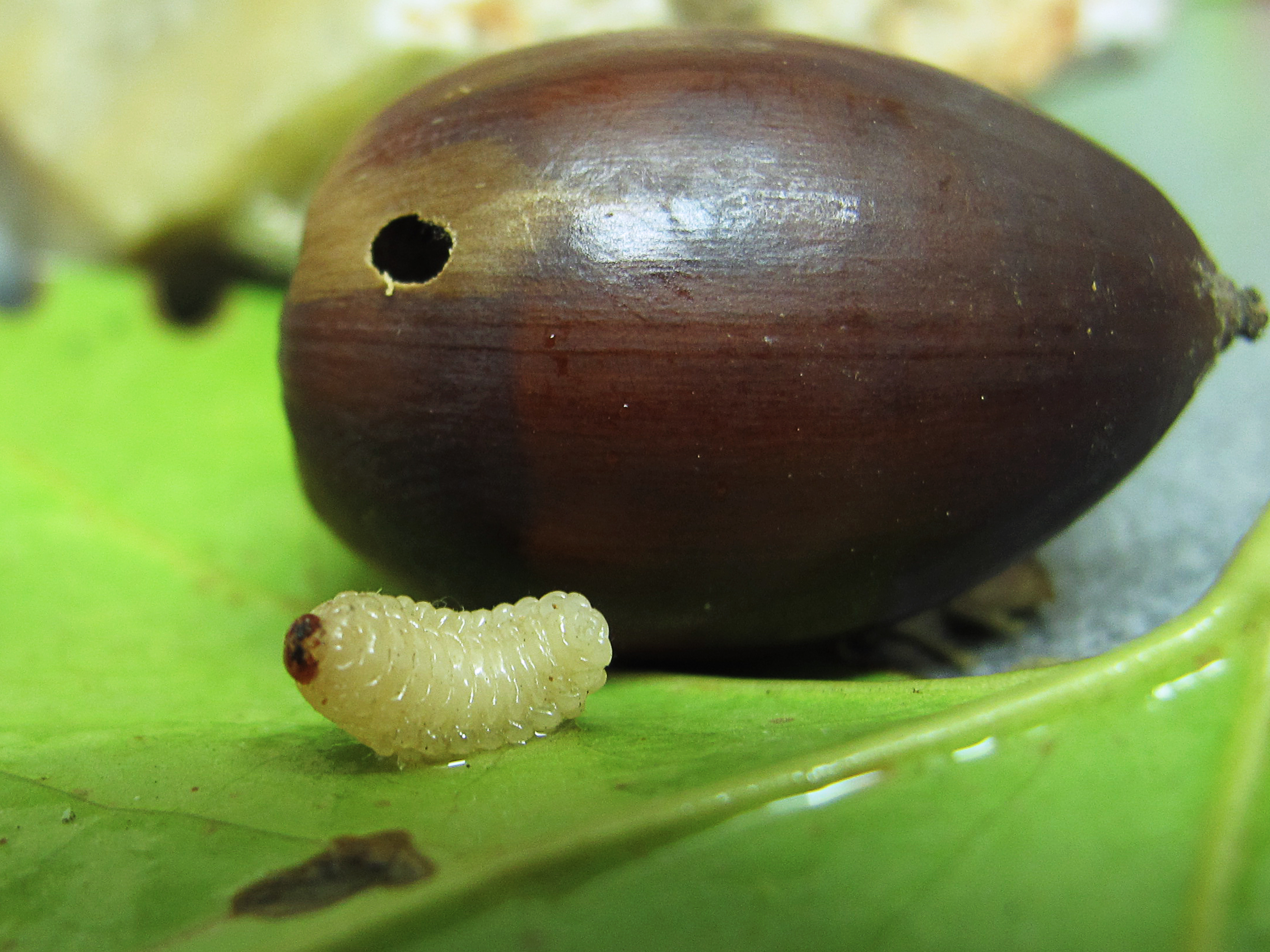
Larva acabada de sortir d'una gla.

L'adult fa de sis a nou mil·límetres sense comptar el rostre. El tret més característic és la longitud de l'aparell bucal de la femella en forma de «trompa», que fa ser la inspiració del seu nom científic elephas o elefant. Serveix primer per a foradar una galeria al gla i després per a endinsar l'ou. Pel mascle les dimensions són més modestes. La larva es nodreix durant quaranta dies, i quan el gla madur ha caigut surt la larva i excava una galeria de 10 a 60 centímetres de fondària, on hiverna. La pupació de la majoria es fa vers la fi a l'estiu següent, entre 25% i 40% de les larves tenen un període de dormició de dos a quatre anys. Els adults surten vers la fi de l'estiu, després d'aparellar-se, la femella pon fins a quaranta ous. Hi ha una generació per any.

## Control
La fructicultura és el sector on el dany econòmic és major. Les castanyes cultivades per a consum humà es poden fer malbé, sobretot perqué els fruits infestats i sense pelar, quasi no es poden distingir dels bons. Els forats i els excrements els fan incomestibles. Generalment, les glans picades cauen abans les sanes. A les suredes, fins a 90% de les glans poden ser contaminades.
Al seu amagatall dins de la fruita, estan protegides contra qualsevol insecticida. L'única fase on són vulnerables és quan les larves han sortit del gla o de la castanya i que han excavat el seu hivernacle a la terra. Si els arbres estan en bona salut, l'atac esdevé més difícil. L'únic control es pot fer en col·lectar ràpidament les castanyes o glans caigudes, abans que la larva n'hagi sortit, triar-les i cremar les fruites contaminades.